# Mistrzostwa Świata w Wioślarstwie 2009 – czwórka bez sternika wagi lekkiej mężczyzn
Czwórka bez sternika wagi lekkiej mężczyzn (LM4-) – konkurencja rozgrywana podczas Mistrzostw Świata w Wioślarstwie 2009 w Poznaniu między 23 a 30 sierpnia na Torze Regatowym Malta.

## Harmonogram konkurencji
Wszystkie godziny w czasie letnim (UTC+2)
| Godzina                        | Wydarzenie  | Runda         |
| ------------------------------ | ----------- | ------------- |
| Poniedziałek, 24 sierpnia 2009 | 11:54-12:18 | Eliminacje    |
| Środa, 26 sierpnia 2009        | 10:48-11:00 | Repasaże      |
| Czwartek, 27 sierpnia 2009     | 12:42-12:54 | Półfinały C/D |
| Piątek, 28 sierpnia 2009       | 14:37-14:53 | Półfinały A/B |
| Piątek, 28 sierpnia 2009       | 10:42-10:48 | Finał D       |
| Piątek, 28 sierpnia 2009       | 11:00-11:06 | Finał C       |
| Sobota, 29 sierpnia 2009       | 16:06-16:12 | Finał B       |
| Sobota, 29 sierpnia 2009       | 13:03-13:18 | Finał A       |

## Medaliści
| Złoto                                                                                  | Srebro                                                                           | Brąz                                                                          |
| Niemcy · Matthias Schömann-Finck · Jost Schömann-Finck · Jochen Kühner · Martin Kühner | Dania · Christian Pedersen · Jens Vilhelmsen · Kasper Winther · Morten Jørgensen | Polska · Łukasz Pawłowski · Łukasz Siemion · Miłosz Bernatajtys · Paweł Rańda |

## Wyniki

### Eliminacje
Reguła kwalifikacji: 1 → PA/B, 2.. → R

#### Eliminacje 1
| Miejsce | Zawodnik                                                           | Kraj              | Czas    | Uwagi |
| ------- | ------------------------------------------------------------------ | ----------------- | ------- | ----- |
| 1       | Łukasz Pawłowski Łukasz Siemion Miłosz Bernatajtys Paweł Rańda     | Polska            | 6:39,59 | PA/B  |
| 2       | Vincent Muda Roeland Lievens Timothee Heijbrock Tycho Muda         | Holandia          | 6:40,36 | PA/B  |
| 3       | Guillaume Raineau Vincent Faucheux Fabrice Moreau Franck Solforosi | Francja           | 6:41,08 | R     |
| 4       | Thijs Obreno Arne Dubois Wouter Van der Fraenen Ruben De Gendt     | Belgia            | 6:45,81 | R     |
| 5       | Taylor Washburn Nick LaCava Brian De Regt William Daly             | Stany Zjednoczone | 6:47,22 | R     |

#### Eliminacje 2
| Miejsce | Zawodnik                                                                                            | Kraj            | Czas    | Uwagi |
| ------- | --------------------------------------------------------------------------------------------------- | --------------- | ------- | ----- |
| 1       | Jan Vetešník Ondřej Vetešník Jiří Kopáč Miroslav Vraštil                                            | Czechy          | 6:40,92 | PA/B  |
| 2       | Rubén Álvarez Pedrosa Andreu Castellà Gasparín Juan Luis Fernandez Tomas Marc Franquet Montfort     | Hiszpania       | 6:41,69 | PA/B  |
| 3       | Chris Bartley Chris Boddy Stephen Feeney Bob Hewitt                                                 | Wielka Brytania | 6:42,05 | R     |
| 4       | Darryn Purcell Thomas Bertrand Ross Brown Angus Tyers                                               | Australia       | 6:46,86 | R     |
| 5       | Lorenzo Candia Sandoval Rodrigo Muñoz Santibañez Christian Yantani Garces Fernando Miralles Delgado | Chile           | 7:02,58 | R     |

#### Eliminacje 3
| Miejsce | Zawodnik                                                           | Kraj          | Czas    | Uwagi |
| ------- | ------------------------------------------------------------------ | ------------- | ------- | ----- |
| 1       | Christian Pedersen Jens Vilhelmsen Kasper Winther Morten Jørgensen | Dania         | 6:36,57 | PA/B  |
| 2       | Yoshinori Sato Takahiro Suda Yū Kataoka Hideki Omoto               | Japonia       | 6:38,70 | PA/B  |
| 3       | Timothy Myers John Sasi Terence McKall Mike Lewis                  | Kanada        | 6:44,06 | R     |
| 4       | Richard Beaumont Todd Petherick James Lassche Graham Oberlin-Brown | Nowa Zelandia | 6:48,26 | R     |
| 5       | Jamal Jamaluddin Mochammad Darta Ketut Sukasna Agus Budy Aji       | Indonezja     | 7:15,71 | R     |

#### Eliminacje 4
| Miejsce | Zawodnik                                                                | Kraj       | Czas    | Uwagi |
| ------- | ----------------------------------------------------------------------- | ---------- | ------- | ----- |
| 1       | Matthias Schömann-Finck Jost Schömann-Finck Jochen Kühner Martin Kühner | Niemcy     | 6:34,06 | PA/B  |
| 2       | Salvatore Di Somma Catello Amarante Luca Motta Giorgio Tuccinardi       | Włochy     | 6:37,27 | PA/B  |
| 3       | Patrick Joye Lucas Tramer Silvan Zehnder Mario Gyr                      | Szwajcaria | 6:41,18 | R     |
| 4       | Aleksandr Czaukin Witalij Badulin Jewgienij Sinicyn Jurij Pszenicznikow | Rosja      | 6:56,70 | R     |
| 5       | Rui Santos Frederico Gaspar Pedro Judice Costa André Pereira Araújo     | Portugalia | 7:04,58 | R     |

### Repasaże
Reguła kwalifikacji: 1-2 → PA/B, 3... → PC/D

#### Repasaże 1
| Miejsce | Zawodnik                                                                | Kraj              | Czas    | Uwagi |
| ------- | ----------------------------------------------------------------------- | ----------------- | ------- | ----- |
| 1       | Guillaume Raineau Vincent Faucheux Fabrice Moreau Franck Solforosi      | Francja           | 6:00,83 | PA/B  |
| 2       | Taylor Washburn Nick LaCava Brian De Regt William Daly                  | Stany Zjednoczone | 6:02,93 | PA/B  |
| 3       | Chris Bartley Chris Boddy Stephen Feeney Bob Hewitt                     | Wielka Brytania   | 6:03,67 | PC/D  |
| 4       | Richard Beaumont Todd Petherick James Lassche Graham Oberlin-Brown      | Nowa Zelandia     | 6:05,82 | PC/D  |
| 5       | Aleksandr Czaukin Witalij Badulin Jewgienij Sinicyn Jurij Pszenicznikow | Rosja             | 6:15,72 | PC/D  |
| 6       | Jamal Jamaluddin Mochammad Darta Ketut Sukasna Agus Budy Aji            | Indonezja         | 6:24,13 | PC/D  |

#### Repasaże 2
| Miejsce | Zawodnik                                                                                            | Kraj       | Czas    | Uwagi |
| ------- | --------------------------------------------------------------------------------------------------- | ---------- | ------- | ----- |
| 1       | Patrick Joye Lucas Tramer Silvan Zehnder Mario Gyr                                                  | Szwajcaria | 6:02,59 | PA/B  |
| 2       | Timothy Myers John Sasi Terence McKall Mike Lewis                                                   | Kanada     | 6:02,72 | PA/B  |
| 3       | Darryn Purcell Thomas Bertrand Ross Brown Angus Tyers                                               | Australia  | 6:04,93 | PC/D  |
| 4       | Thijs Obreno Arne Dubois Wouter Van der Fraenen Ruben De Gendt                                      | Belgia     | 6:09,44 | PC/D  |
| 5       | Lorenzo Candia Sandoval Rodrigo Muñoz Santibañez Christian Yantani Garces Fernando Miralles Delgado | Chile      | 6:10,98 | PC/D  |
| 6       | Rui Santos Frederico Gaspar Pedro Judice Costa André Pereira Araújo                                 | Portugalia | 6:25,80 | PC/D  |

### Półfinały C/D
Reguła kwalifikacji: 1-3 → FC, 4... → FD

#### Półfinały C/D 1
| Miejsce | Zawodnik                                                                | Kraj            | Czas    | Uwagi |
| ------- | ----------------------------------------------------------------------- | --------------- | ------- | ----- |
| 1       | Chris Bartley Chris Boddy Stephen Feeney Bob Hewitt                     | Wielka Brytania | 6:19,45 | FC    |
| 2       | Thijs Obreno Arne Dubois Wouter Van der Fraenen Ruben De Gendt          | Belgia          | 6:21,86 | FC    |
| 3       | Aleksandr Czaukin Witalij Badulin Jewgienij Sinicyn Jurij Pszenicznikow | Rosja           | 6:24,35 | FC    |
| 4       | Rui Santos Frederico Gaspar Pedro Judice Costa André Pereira Araújo     | Portugalia      | 6:37,59 | FD    |

#### Półfinały C/D 2
| Miejsce | Zawodnik                                                                                            | Kraj          | Czas    | Uwagi |
| ------- | --------------------------------------------------------------------------------------------------- | ------------- | ------- | ----- |
| 1       | Darryn Purcell Thomas Bertrand Ross Brown Angus Tyers                                               | Australia     | 6:21,44 | FC    |
| 2       | Richard Beaumont Todd Petherick James Lassche Graham Oberlin-Brown                                  | Nowa Zelandia | 6:25,67 | FC    |
| 3       | Lorenzo Candia Sandoval Rodrigo Muñoz Santibañez Christian Yantani Garces Fernando Miralles Delgado | Chile         | 6:26,47 | FC    |
| 4       | Jamal Jamaluddin Mochammad Darta Ketut Sukasna Agus Budy Aji                                        | Indonezja     | 6:34,66 | FD    |

### Półfinały A/B
Reguła kwalifikacji: 1-3 → FA, 4... → FB

#### Półfinały A/B 1
| Miejsce | Zawodnik                                                           | Kraj    | Czas    | Uwagi |
| ------- | ------------------------------------------------------------------ | ------- | ------- | ----- |
| 1       | Łukasz Pawłowski Łukasz Siemion Miłosz Bernatajtys Paweł Rańda     | Polska  | 6:17,54 | FA    |
| 2       | Guillaume Raineau Vincent Faucheux Fabrice Moreau Franck Solforosi | Francja | 6:19,12 | FA    |
| 3       | Salvatore Di Somma Catello Amarante Luca Motta Giorgio Tuccinardi  | Włochy  | 6:19,71 | FA    |
| 4       | Yoshinori Sato Takahiro Suda Yū Kataoka Hideki Omoto               | Japonia | 6:19,90 | FB    |
| 5       | Jan Vetešník Ondřej Vetešník Jiří Kopáč Miroslav Vraštil           | Czechy  | 6:20,18 | FB    |
| 6       | Timothy Myers John Sasi Terence McKall Mike Lewis                  | Kanada  | 6:23,13 | FB    |

#### Półfinały A/B 2
| Miejsce | Zawodnik                                                                                        | Kraj              | Czas    | Uwagi |
| ------- | ----------------------------------------------------------------------------------------------- | ----------------- | ------- | ----- |
| 1       | Christian Pedersen Jens Vilhelmsen Kasper Winther Morten Jørgensen                              | Dania             | 6:11,76 | FA    |
| 2       | Matthias Schömann-Finck Jost Schömann-Finck Jochen Kühner Martin Kühner                         | Niemcy            | 6:11,76 | FA    |
| 3       | Vincent Muda Roeland Lievens Timothee Heijbrock Tycho Muda                                      | Holandia          | 6:13,55 | FA    |
| 4       | Taylor Washburn Nick LaCava Brian De Regt William Daly                                          | Stany Zjednoczone | 6:14,61 | FB    |
| 5       | Patrick Joye Lucas Tramer Silvan Zehnder Mario Gyr                                              | Szwajcaria        | 6:17,30 | FB    |
| 6       | Rubén Álvarez Pedrosa Andreu Castellà Gasparín Juan Luis Fernandez Tomas Marc Franquet Montfort | Hiszpania         | 6:28,95 | FB    |

### Finał D
| Miejsce | Zawodnik                                                            | Kraj       | Czas    | Uwagi |
| ------- | ------------------------------------------------------------------- | ---------- | ------- | ----- |
| 1       | Rui Santos Frederico Gaspar Pedro Judice Costa André Pereira Araújo | Portugalia | 6:56,00 |       |
| 2       | Jamal Jamaluddin Mochammad Darta Ketut Sukasna Agus Budy Aji        | Indonezja  | 7:00,99 |       |

### Finał C
| Miejsce | Zawodnik                                                                                            | Kraj            | Czas    | Uwagi |
| ------- | --------------------------------------------------------------------------------------------------- | --------------- | ------- | ----- |
| 1       | Chris Bartley Chris Boddy Stephen Feeney Bob Hewitt                                                 | Wielka Brytania | 6:42,09 |       |
| 2       | Darryn Purcell Thomas Bertrand Ross Brown Angus Tyers                                               | Australia       | 6:43,91 |       |
| 3       | Thijs Obreno Arne Dubois Wouter Van der Fraenen Ruben De Gendt                                      | Belgia          | 6:44,59 |       |
| 4       | Richard Beaumont Todd Petherick James Lassche Graham Oberlin-Brown                                  | Nowa Zelandia   | 6:45,65 |       |
| 5       | Lorenzo Candia Sandoval Rodrigo Muñoz Santibañez Christian Yantani Garces Fernando Miralles Delgado | Chile           | 6:58,00 |       |
| 6       | Aleksandr Czaukin Witalij Badulin Jewgienij Sinicyn Jurij Pszenicznikow                             | Rosja           | 6:58,19 |       |

### Finał B
| Miejsce | Zawodnik                                                                                        | Kraj              | Czas    | Uwagi |
| ------- | ----------------------------------------------------------------------------------------------- | ----------------- | ------- | ----- |
| 1       | Rubén Álvarez Pedrosa Andreu Castellà Gasparín Juan Luis Fernandez Tomas Marc Franquet Montfort | Hiszpania         | 5:57,35 |       |
| 2       | Jan Vetešník Ondřej Vetešník Jiří Kopáč Miroslav Vraštil                                        | Czechy            | 5:57,94 |       |
| 3       | Patrick Joye Lucas Tramer Silvan Zehnder Mario Gyr                                              | Szwajcaria        | 5:58,83 |       |
| 4       | Yoshinori Sato Takahiro Suda Yū Kataoka Hideki Omoto                                            | Japonia           | 6:00,85 |       |
| 5       | Timothy Myers John Sasi Terence McKall Mike Lewis                                               | Kanada            | 6:02,18 |       |
| 6       | Taylor Washburn Nick LaCava Brian De Regt William Daly                                          | Stany Zjednoczone | 6:03,42 |       |

### Finał A
| Miejsce | Zawodnik                                                                | Kraj     | Czas    | Uwagi |
| ------- | ----------------------------------------------------------------------- | -------- | ------- | ----- |
|         | Matthias Schömann-Finck Jost Schömann-Finck Jochen Kühner Martin Kühner | Niemcy   | 5:50,77 |       |
|         | Christian Pedersen Jens Vilhelmsen Kasper Winther Morten Jørgensen      | Dania    | 5:51,02 |       |
|         | Łukasz Pawłowski Łukasz Siemion Miłosz Bernatajtys Paweł Rańda          | Polska   | 5:52,70 |       |
| 4       | Guillaume Raineau Vincent Faucheux Fabrice Moreau Franck Solforosi      | Francja  | 5:53,04 |       |
| 5       | Salvatore Di Somma Catello Amarante Luca Motta Giorgio Tuccinardi       | Włochy   | 5:56,82 |       |
| 6       | Vincent Muda Roeland Lievens Timothee Heijbrock Tycho Muda              | Holandia | 5:57,91 |       |